# Drugstore (Berlin)
Pour les articles homonymes, voir Drugstore (homonymie).

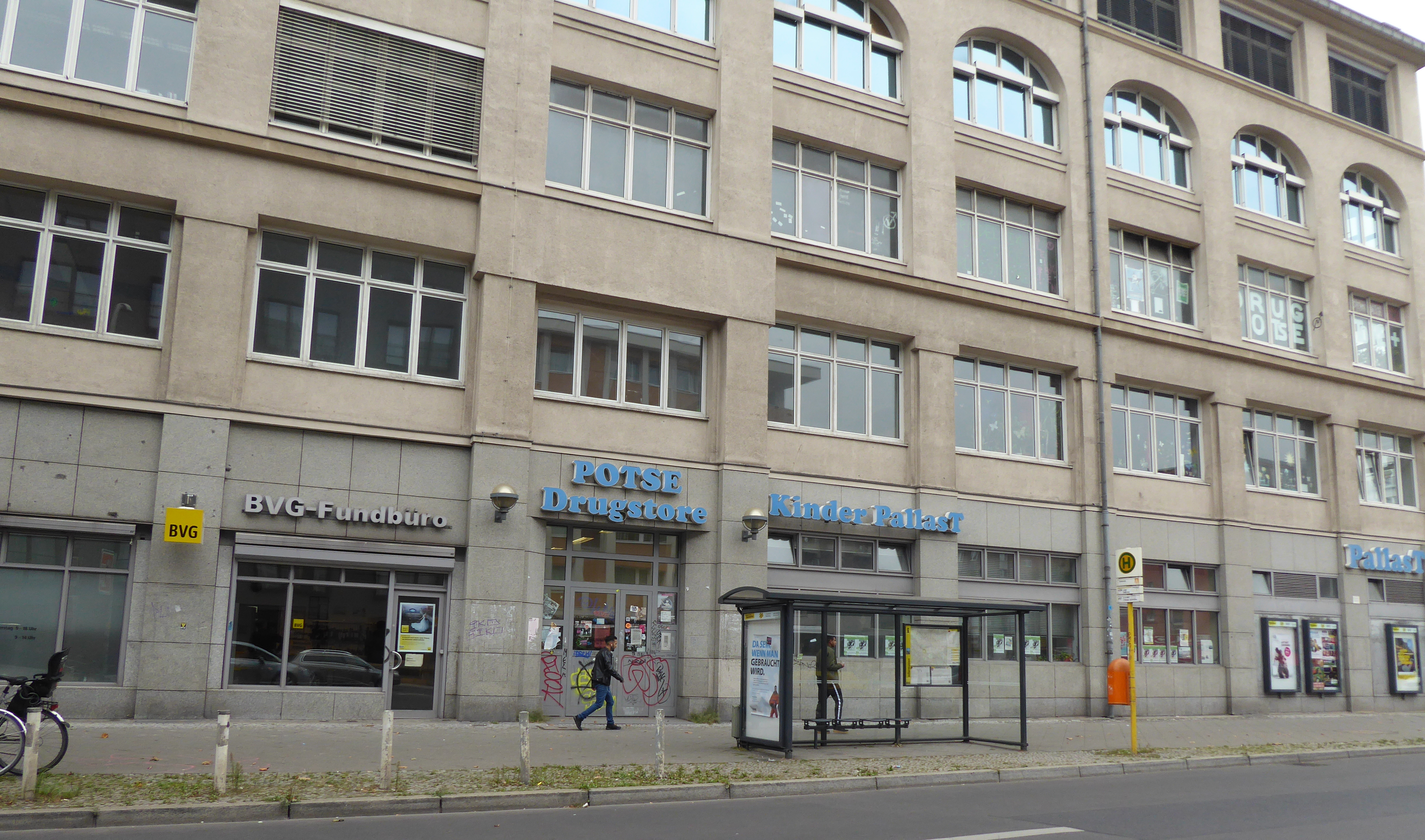
Entrée du Drugstore, Potsdamer Straße.

Le Drugstore est un centre de jeunesse autogéré de Berlin. Il ouvre dans le quartier de Schöneberg en septembre 1972 et permet aux jeunes d'organiser eux-mêmes des événements et des concerts.

## Histoire
Au début des années 1970, le hand drugstore, un kneipe (bar) de jeunes de gauche, s'installe au Motzstraße 24 dans le quartier de Schöneberg. En 1971, le bar est un point de rencontre pour les membres fondateurs de la Georg-von-Rauch-Haus. Après de vives critiques des intérêts capitalistes des exploitants et plus tard la fermeture pour des raisons financières, en janvier 1972, plusieurs jeunes employés du centre se réunissent pour trouver des concepts pour une alternative avec des « caractéristiques pédagogiques sociales ». Certains d'entre eux ont l'expérience qu'ils avaient acquise au cours de la Heimkampagne de l'opposition extra-parlementaire. En février 1972, la Sozialpädagogische Sondermaßnahmen Berlin e. V. est fondée et recherche des lieux convenables. En mai 1972, un bail est signé pour un centre de loisirs pour les jeunes sur la Potsdamer Straße. Après des travaux d'aménagement, l'immeuble ouvre sous le nom de Drugstore en septembre 1972.
À la mi-février 1973, le Drugstore est occupé par le groupe résidentiel du centre de jeunesse pendant 14 jours avec la demande d'espace de vie autodéterminé. Passer la nuit dans la maison des jeunes était auparavant exclue par le bail. La pression et les négociations avec le Sénat de Berlin conduisent à la fondation de la maison Tommy-Weisbecker-Hauses.
Depuis sa création, le Drugstore est à la disposition des projets de gauche et des jeunes comme lieu d'événement pour des concerts, des projections de films, des expositions, des groupes sportifs et des groupes de discussion. Des artistes berlinois bien connus tels que Soilent Grün, No Exit, Terrorgruppe, Drei Flaschen, Ätztussis, Untoten et Dr. Motte font quelques apparitions ici. L'entrée gratuite aux événements et aux concerts est sous la devise « La Culture sans frais » depuis de nombreuses années.
Dans les années 1980, le club de jeunes Potse s'installe au même étage de la maison. En 1987, le Sénat vend le bâtiment où sont le Drugstore, Potse et le centre pour enfants et adolescents PallasT, au BVG. Au fil des ans, cependant, le Drugstore est menacé de fermeture à plusieurs reprises. En 1991, le Drugstore doit résilier le bail en raison d'une bannière anti-guerre attachée à la façade extérieure. En 1994, une augmentation de loyer exigée par la BVG pour les trois installations est évitée par le district. En 1998, le BVG augmente le loyer, le district vote en faveur du déménagement du Drugstore. Après un concert devant la mairie de Schöneberg et l'occupation ultérieure de la mairie, l'expulsion imminente est évitée.
En 2008, la BVG vend l'immeuble au Potsdamer Strasse 180 à un consortium d'investisseurs dans le cadre du déménagement vers le nouveau siège de la BVG. La revente des investisseurs à une société du groupe Intown conduit finalement à la fermeture des locaux par l'arrondissement de Tempelhof-Schöneberg le 31 décembre 2015. La résiliation peut être reportée de plusieurs années.
Début janvier 2019, le bail des deux maisons de jeunes de la Potsdamer Strasse 180 prend fin. L'arrondissement souhaite mettre à disposition de nouvelles chambres dans la Potsdamer Straße 134/136 pour les deux centres de jeunesse Potse et Drugstore, qui seront être disponibles mi-2019. Cependant, pour des raisons de protection contre le bruit, les concerts ne seront pas possibles dans les petites salles. Le Drugstore remet les clés à l'arrondissement de Tempelhof-Schöneberg le 31 décembre 2018 afin de protéger la Sozialpädagogische Sondermaßnahmen Berlin contre les contraintes de sécurité. La  remise des clés du centre de jeunesse de Potse échoue.

## Source de la traduction
- (de) Cet article est partiellement ou en totalité issu de l’article de Wikipédia en allemand intitulé « Drugstore (Berlin) » (voir la liste des auteurs).

1. ↑  (de) « Wer aufmuckt fliegt raus », Agit 883, no 88,‎ 16 février 1972 (lire en ligne).
2. 1 2 3 4  (de) « Drugstore & Potse bleiben – Ya Basta », Warschauer, no 35,‎ 1998.
3. ↑  (de) Karen Noetzel, « Jugendarbeit vor dem Aus? Eigentümer kündigt Bezirksamt gemietete Räume », Berliner Woche,‎ 10 juillet 2015 (lire en ligne).